# Révolte des Mercenaires
La Révolte des Mercenaires est un soulèvement militaire qui s'est produit au Brésil sous le gouvernement de Dom Pedro I (1822-1831).

## Contexte
Cet épisode s'inscrit dans le contexte de la guerre de la Cisplatine (1825-1828), dont résulte l'indépendance de la république orientale de l'Uruguay (en août 1828).

## Causes
Il semblerait que la révolte soit la conséquence du non-paiement des soldats par la Couronne[réf. nécessaire], conformément au contrat passé entre les deux parties.

## Déroulement
En juin 1828, la population de la Cour du Brésil et la ville de Rio de Janeiro sont assiégées par trois bataillons du Corps étranger, composés d'Allemands et d'Irlandais[réf. nécessaire], qui servent alors l'empire du Brésil depuis l'indépendance du pays en 1822.
La sédition est réprimée avec l'aide de la population[réf. nécessaire], les troupes de mercenaires sont dissoutes et la plupart de leurs membres déportés. Les Allemands sont envoyés dans les provinces du Sud du Brésil, tandis que les Irlandais sont renvoyés chez eux ou expulsés aux États-Unis ou au Canada.

## Conséquences
Cette mutinerie détruit virtuellement deux des supposées meilleures unités[réf. nécessaire] de l'armée brésilienne, ce qui met fin aux ambitions de victoire brésiliennes dans le cadre de la guerre de Cisplatine. Dom Pedro I signe d'ailleurs la paix avec l'Argentine peu après, et reconnaît l'indépendance de l'Uruguay le 27 août 1828.

## Divers
Dans son livre "Brasil, segredo de Estado", l'historien brésilien Sergio Corrêa da Costa (en) associe la révolte à un complot impliquant Manuel Dorrego, gouverneur de Buenos Aires, et les Allemands Friedrich Bauer et Anton Martin Thym, dont l'objectif aurait été d'enlever et peut-être assassiner Dom Pedro I et de favoriser l'indépendance de la province de Santa Catarina, peuplée à l'époque de nombreux Allemands. 